# Сеймур, Эдуард, 9-й герцог Сомерсет
Эдуард Сеймур (англ. Edward Seymour; 2 января 1717 — 2 января 1792) — британский аристократ, 9-й герцог Сомерсет, 9-й барон Сеймур и 7-й баронет Сеймур из Берри-Померой с 1757 года. Старший сын 8-го герцога Сомерсета того же имени и его жены Мэри Уэбб. Он получил образование в Винчестерском колледже и в Оксфордском университете, в 1757 году унаследовал владения и титул отца. Эдуард Сеймур не вступал в брак и умер в свой 75-й день рождения бездетным. Его наследником стал младший брат Уэбб.